# 동네알바
동네알바는 대한민국의 구인구직 웹 애플리케이션 서비스이다. 구인회원과 구직회원이 활동하는 양면 플랫폼으로 2020년 11월 출시 이후 1년 만에 50만 다운로드를 넘어섰다.